# Le Passager de l'été
Pour plus de détails, voir Fiche technique et Distribution.
Le Passager de l'été est un film français écrit et réalisé par Florence Moncorgé-Gabin, sorti en 2006.

## Synopsis
En 1950, dans une Normandie traditionnelle, rurale et catholique du Cotentin d'après guerre, alors que beaucoup d'hommes sont morts au combat ou portés disparus, laissant veuves et orphelins renvoyés à eux-mêmes dans un monde agricole besogneux et dur au labeur, Joseph, un garçon de ferme saisonnier, analphabète, va de ferme en ferme chercher du travail. Il trouve du travail dans la ferme familiale de Monique, qui, restée sans nouvelles de son mari depuis la guerre, exploite durement son domaine seule et vit entre femmes, sa belle-mère veuve et sa fille encore célibataire, institutrice au village. 
Rapidement, le jeune et séduisant Joseph sème le trouble des sentiments et des désirs dans la ferme et au village chez ces femmes seules, isolées dans une vie rurale profonde, dont il marque profondément la vie de chacune.

## Fiche technique
- Titre : Le Passager de l'été
- Réalisation : Florence Moncorgé-Gabin
- Producteurs : Alain Terzian et Christine Gozlan
- Scénario : Florence Moncorgé-Gabin et Pierre Granier-Deferre
- Producteur : Alter Films, Thelma Films, Studiocanal, France 3 Cinéma
- Compositeur Jean-Claude Petit
- Régisseur général Stéphan Guillemet
- Photographie Jean-François Robin
- Costume Catherine Bouchard Laurence Esnault
- Montage Richard Marizy
- Décor Pascal Chatton
- Production Claude Parnet
- Distributeur Mars Distribution France
- Genre : comédie dramatique
- Durée : 97 minutes
- Dates de sortie : 7 juin 2006

## Distribution
- Catherine Frot : Monique
- Grégori Derangère : Joseph
- Laura Smet : Jeanne, la fille de Monique
- François Berléand : Maurice Lecouvey, le maire
- Mathilde Seigner : Angèle
- Jean-Paul Moncorgé : Paulo jeune
- Isabelle Sadoyan : Prudence, la belle-mère de Monique
- Samuel Le Bihan : Pierre
- Jacques Spiesser : Paulo adulte
- Luc Thuillier : Jean Hamel
- Jacques Boudet : le père Saucey
- Gilles Fossard : Aimé Langlois
- Dominique Orsolle : Nicole Lecouvey
- Amelie Garel : Figurant

## Production

### Tournage
Le tournage a eu lieu dans la presqu'île de la Hague, essentiellement à Digulleville.

## Accueil
Le film fut un échec commercial à sa sortie.

## Commentaire
En 1952, Jean Gabin, le père de Florence Moncorgé-Gabin, avait réalisé un de ses rêves d'enfant en achetant des fermes pour créer le domaine de « La Pichonnière » sur la commune des Aspres, à quelques kilomètres de Moulins-la-Marche dans l'Orne, en Normandie, sur lequel il s'est lancé dans l'élevage de bovins et des chevaux, où Florence a grandi. L'image de ce père est fortement présente dans le scénario du film : « Quand j'ai commencé à écrire, des choses vécues pendant mon enfance me sont revenues... Pour tous, c'était un acteur, mais pour nous il était aussi un paysan... Le personnage de Joseph est inspiré à la fois de ce qu'il aurait pu être jeune, et de l'image qu'il pouvait donner dans ses premiers films ».
Autre commentaire de l'auteur Florence Moncorgé-Gabin : « J'avais cette histoire en moi depuis très longtemps. Je ressentais l'envie de raconter un amour impossible, dans un monde que j'ai bien connu pour y avoir grandi, celui de la campagne. C'était juste avant que les paysans ne deviennent des agriculteurs, avant que les tracteurs et la mécanisation ne bouleversent un monde artisanal. J'avais également envie d'aborder le désir des femmes de différentes générations, attirées par un même homme (...) Là-bas, surtout à cette époque, il y avait davantage de non-dits, de codes, d'usages, ce qui contrastait d'autant plus avec la passion. L'étincelle m'est venue lors d'un mariage auquel j'étais invitée. Je logeais dans un gîte, à la ferme. Je me suis aperçue qu'il n'y avait que des femmes pour l'exploiter. L'absence d'homme faisait régner une atmosphère incroyable. Je me suis mise à écrire dès mon retour. »
Le personnage de Paulo adolescent est joué par Jean-Paul Moncorgé-Gabin, fils de la réalisatrice, et donc petit-fils de Jean Gabin.

## Autour du film
- C'est le premier film en tant que réalisatrice de Florence Moncorgé-Gabin, fille de Jean Gabin, née en 1949 et qui fut longtemps scripte.
- Grégori Dérangère tenait un rôle présentant certaines similitudes dans L'Équipier de Philippe Lioret (2004).
- À ce jour, c'est le seul film réalisé par Florence Moncorgé-Gabin.